# Camille Paglia
Camille Anne Paglia (Endicott (Broome County, New York), 2 april 1947) is een Amerikaanse feministische auteur en hoogleraar. Paglia is vooral bekend door haar boek Sexual Personae uit 1990.

## Biografie
Paglia werd in 1947 geboren als oudste kind van de Italiaans-amerikaanse Pasquale Paglia en Lydia Anna Paglia (geb. Colapietro). Alle vier grootouders waren afkomstig uit Italië. 
Paglia, die openlijk lesbisch is, had veertien jaar lang een relatie met de kunstenares Alison Maddex. Samen hebben ze een zoon.

## Loopbaan
Paglia behaalde haar bachelor aan Binghamton University in vervolgde haar studie aan Yale. Een van haar begeleiders aan Yale was Harold Bloom. Paglia promoveerde in 1974 bij Bloom op het proefschrift Sexual Personae: The Androgyne in Literature and Art. Het proefschrift werd de basis voor het in 1990 verschenen Sexual Personae.
Paglia doceerde literatuurwetenschap aan het Bennington College in Vermont en aan Wesleyan University in de periode 1972-1980. Van 1981 tot 1984 gaf ze lezingen aan haar alma mater, Yale. Vanaf 1984 was ze verbonden aan de University of the Arts in Philadelphia, waar ze vanaf 1991 hoogleraar humanities and media studies is.